# Kotoko-Staaten

Borno 1810.

Die Kotoko-Staaten waren eine Reihe von Stadtstaaten im Delta des Flusses Schari südlich des Tschadsees, hauptsächlich im äußersten Norden des heutigen Kamerun, daneben auch noch teilweise im angrenzenden Tschad sowie in Nigeria. Die Herrscher der Staaten wurden Miarre genannt. Später übernahm man den arabischen Herrschertitel Sultan, die Stadtstaaten wurden als Sultanate bezeichnet. In englischer und französischer Literatur, welche die Hauptquellen darstellen, ist auch gelegentlich von Fürstentümern die Rede.
Trägervolk der Staaten waren die Kotoko, welche sich nach den traditionellen Sultanaten in mehrere Stämme unterteilen und auch heute noch in der Region siedeln.

## Ursprung
Die Entstehung der Kotoko-Staaten liegt aufgrund magerer schriftlicher Zeugnisse aus dieser Zeit weitgehend im Dunkel. Dennoch ist sich die Wissenschaft recht einig, dass sie die Erben der Sao-Zivilisation sind, welche etwa von 500 v. Chr. bis ins 16. Jahrhundert südlich und westlich des Tschadsees existierte. Der Begriff der Sao-Zivilisation ist insgesamt recht schwammig, es ist beispielsweise nicht klar, ob die Sao-Zivilisation kotoko-sprachig war oder ob sie gar aus mehreren Völkern bestand. Eine These besagt, dass die Kotoko aus dem Süden eingewandert sind und sich im Tschadseegebiet mit den Sao vermischten. Recht eindeutig ist, dass die Kultur der Sao mit dem Einzug der von Kanem-Bornu aus vorangetriebenen Islamisierung erlosch. Die für die Sao-Kultur typischen Terrakottafiguren wurden von den oberflächlich islamisierten Kotoko nicht mehr hergestellt.
Im Gründungsmythos vieler Sultanate der Kotoko werden die Sao genannt. So besagt beispielsweise der des Sultanates Makari, dass der Gründer, der Häuptling Moussakala, als einer von 24 Häuptlingen der Sao aus dem Tschad auf der Suche nach Land zum Besiedeln eingewandert sei.

## Die Stadtstaaten

### Liste der Staaten
Die Kotoko waren in einer Vielzahl an Stadtstaaten organisiert. Ähnlich wie bei den griechischen Poleis, nur mit geringerer Bevölkerungszahl, war praktisch jede größere Siedlung unabhängig, auch kam es zu Koloniegründungen. Daraus resultierte eine große Zahl an Kleinststaaten, von denen die wichtigsten hier aufgelistet sind:
Afade, Bodo (Kouda), Chaoué, Djilbe, Goulfey, Houlouf, Kabe, Kala-Kafra, Kousséri, Logone-Birni, Logone-Gana, Makari, Maltam, Mara, Mdaga, Midigue, Ndufu (Nigeria), Sao, Sou, Tilde, Wulki, Zgague, Zigue.
Dabei ist zu beachten, dass gerade die westlichen Staaten früh von Kanem-Bornu erobert und ins Reich eingegliedert wurden. Zudem gibt es eine Reihe weiterer Siedlungen, die von ihrer Struktur her ins Schema der Stadtstaaten der Kotoko passen, in Quellen aber nicht auftauchen. Dies ist aufgrund der spärlichen schriftlichen Überlieferungen gerade aus der Frühzeit nicht besonders verwunderlich. Daher ist davon auszugehen, dass diese Aufzählung nicht vollständig ist.

### Stadt und Gesellschaft
Die Städte, welche das Zentrum des Staates darstellten, waren von imposanten Erdwällen umgeben. Den zentralen Platz mit dem teils mehrstöckigen Sultans- oder Herrscherpalast umgaben dicht aneinandergedrängte Häuser. Die Sare genannten Wohneinheiten waren von einer Mauer umgeben, welche je nach Wohlstand und Größe des Haushaltes mehrere viereckige Gebäude in Lehmbauweise sowie mit Flachdach umfassten. Die Wohneinheiten waren zu Vierteln organisiert, welche durch Gassen getrennt sind. Die einzelnen Viertel hatten eine Art Häuptling, genannt Bilama, welche von den Ältesten gewählt wurden. Diese Ältesten waren auch Teil von verschiedenen Räten, welche unter dem Vorsitz des Sultans stattfanden.
Die erweiterte Familie umfasste alle Nachkommen eines Yarew genannten Gründervater zurück und bildete den Grundstein der Gesellschaft der Kotoko. Die Kotoko kannten ein hierarchisches System, bei welchem der Sultan die Spitze bildete, dazwischen Freigeborene und von Sklaven Abstammende sowie schließlich die Sklaven.
Als die Stadtstaaten durch den Einfluss Kanem-Bornus im 16. Jahrhundert mit dem Islam in Verbindung kamen, wurde die Oberschicht leicht islamisiert. Der Süden, gerade das mächtige Logone-Birni bekam erst etwa 200 Jahre später eine muslimische Elite. Nichtsdestotrotz blieben die alten Kulte einflussreich. Imame mussten ihre Position am Hofe mit traditionellen Priestern teilen, es existierten neben den Moscheen auch Schreine der traditionellen Religionen und in Islamische Feste waren zahlreiche regionale Kulte eingearbeitet.
Parallel mit den Staaten haben sich auch mehrere Sprachen der Kotoko entwickelt. Zentrum der Sprache Mpade ist beispielsweise Makari, Mser wird vor allem in Kousséri gesprochen, Maslam in Maltam, Lagwan bei den Städten Logone-Birni und Logone-Gana, die Sprache Afade in Afade und Malgbe in der Umgebung von Goulfey. Alle diese Sprachen gehören zu Kotoko, eine Hochsprache gibt es jedoch nicht.

## Geschichte
Von den Kotoko-Staaten ist etwa ab dem 15.–16. Jahrhundert die Rede. Zu Beginn der Herrschaft von Idris Alauma (1564–1596) brachte das Reich Kanem-Bornu die nördlichen Kotoko-Staaten unter seine Kontrolle. Unter diesen waren Afade, Makari und auch Ndufu. Dennoch wurden die östlichen und somit weiter von Bornu entfernten Gebiete weiterhin von Sultanen beherrscht. Über das Schicksal der westlichen Stadtstaaten wie Ndufu ist nichts bekannt, allerdings siedeln dort heute keine Kotoko mehr. Staaten an der Peripherie, wie zum Beispiel Kousséri hatten von nun an Tribut an Kanem-Bornu zu entrichten.
Noch weiter entfernte Kotoko-Staaten wie Logone-Birni oder Houlouf und andere Staaten des Südens blieben vorerst unabhängig. Logone-Birni gelang es ab 1650 sogar, zu expandieren. So wurden unter anderem die Stadtstaaten Houlouf und Kabe unterworfen und Logone-Birni entwickelte sich zu so etwas wie dem Schirmherr der freien, das heißt von Kanem-Bornu unabhängigen Kotoko-Staaten. Ende des 18. Jahrhunderts jedoch wurde auch Logone-Birni Kanem-Bornu gegenüber tributär. In diese Zeit fällt auch der Aufstieg des Sultanats Bagirmi, welches östlich der Kotoko-Staaten lag.
In der Folgezeit brach eine Zeit des Niedergangs in Kanem-Bornu an, bedingt durch die Expansion des Kalifates von Sokoto, einem Staat der Fulbe, während das Sultanat Bagirmi erstarkte. Durch geschickte Diplomatie gelang es Logone-Birni, seine Autonomie mehr oder weniger zu wahren.
Das Land der Kotoko wurde Zeuge mehrerer Schlachten zwischen den Reichen Kanem-Bornu, Bagirmi und dem Sultanat Wadai und litt auch unter darauf folgenden Raubzügen.
Im 19. Jahrhundert kam es zu einer massiven Einwanderung von Schua-Arabern, eine Entwicklung, die die traditionelle Gesellschaft der Kotoko in ihren Grundfesten erschüttern sollte, wie sich später noch zeigte. Eine weitere Destabilisierung fand statt, als der arabische Sklavenhändler und Kriegsherr aus dem Sudan, Rabih az-Zubayr ibn Fadl Allah 1893 Kanem-Bornu mit einem Söldnerheer vernichtete, die Hauptstadt Kukawa verwüstete und nun über die Länder Rund um den Tschadsee herrschte.
Sieben Jahre später wurde Rabih von einer Französischen Armee unter François Lamy attackiert und in der Schlacht bei Kousséri im Jahre 1900 besiegt und getötet. Die wichtigsten Städte der Kotoko, Makari, Kousséri und Logone-Birni fielen jedoch aufgrund der in der Kongo-Konferenz geschlossenen Verträge nicht an das Französische Kolonialreich, sondern an das Deutsche Reich. 1902 wurden die Gebiete durch Oberst Curt Pavel in das Schutzgebiet Kamerun eingegliedert. Unter der deutschen Kolonialherrschaft wurden die traditionellen Strukturen recht unbehelligt gelassen, lediglich in Kousséri wurde ein Stützpunkt errichtet.
Als das Gebiet im Ersten Weltkrieg vom Französischen Kolonialreich einverleibt wurde, übertrug der Kolonialadministrator Émile Gentil das Land der Kotoko an Jaggara, dem ersten Scheich der Schua-Araber, welcher sich den Franzosen angeschlossen hatte. Das Serbewel-Sultanat genannte Herrschaftsgebiet mit der Hauptstadt Goulfey, welches weiterhin der französischen Kolonialverwaltung unterstand konnte sich indes nicht konsolidieren. Von 1914 an kam es zu erheblichen Spannungen. Die entmachteten Herrscher der Kotoko-Sultanate Makari und Afade stellten eine Armee auf und zogen gen Goulfey. Die daraufhin von den Franzosen gestartete Strafexpedition richtete sich paradoxerweise gegen Shuwa-Araber und nicht gegen die Aufständischen. Da Jaggara nun seiner Machtbasis beraubt war, initialisierte die Kolonialverwaltung eine Neuordnung des Landes. Das Land wurde 1953 nach dem Vorbild der Kotoko-Sultanate in fünf Kantone unterteilt, namentlich Makari, Goulfey, Wulki, Afade und Bodo. Weiter südlich existierte mindestens noch das Kotoko-Sultanat Logone-Birni, welches von den Unruhen nicht betroffen war, da es offensichtlich nie zu einer Eingliederung in das Serbewel-Sultanat gekommen war.

## Heutige Situation
Einige der Sultanate der Kotoko existieren bis heute, unter anderem das von Makari sowie das von Logone-Birni. Die Sultane haben heute jedoch lediglich eine rein repräsentative Rolle inne.
Seit etwa 1985 haben zwei Strömungen des Islam, Sunnismus und Wahhabismus Einzug gehalten und die kulturelle Landschaft schwer erschüttert. Die traditionellen Kulte, die mehrere Jahrhunderte lang eine Koexistenz oder sogar eine Mischform mit dem Islam bildeten, wurden hingegen fast gänzlich verdrängt.
Auch Kultur und Sprache der Kotoko stehen am Abgrund.
Durch den Zuzug von Schua-Arabern sind die Kotoko zur Minderheit im eigenen Land geworden. Gerade kleinere Kotoko-Sprachen wie Maslam, welche laut Ethnologue noch etwa 250 Sprecher hat, haben kaum noch eine Überlebenschance. Heute haben die Kotoko-Sprachen noch etwa 40.000 Sprecher, jedoch verschiebt sich diese Zahl mehr und mehr zum Shuwa-Arabischen, da dieses eine allgemeine Verkehrssprache ist. Auch haben die Araber eine höhere Geburtenrate, wodurch sich das Bild weiter verändert.
Die Arabisierung des Landes stellt die größte Bedrohung für die verbliebene traditionelle städtische Kultur der Kotoko dar. Bislang wurden noch keine Initiativen zur Rettung der Sprachen ergriffen.